# Kućanec
Kućanec is een plaats in de gemeente Zagreb in de Kroatische provincie Stad Zagreb. De plaats telt 179 inwoners (2001).